# Guzargues
Guzargues (okzitanisch: Gusargues) ist eine französische Gemeinde mit 497 Einwohnern (Stand: 1. Januar 2022) im Département Hérault in der Region Okzitanien. Sie gehört zum Arrondissement Lodève und zum Kanton Saint-Gély-du-Fesc. Die Einwohner werden Guzarguois genannt.

## Geographie
Guzargues liegt etwa zwölf Kilometer nordnordöstlich von Montpellier am Salaison, der auch in der Gemeinde entspringt. Umgeben wird Guzargues von den Nachbargemeinden Montaud im Norden und Osten, Castries und Teyran im Südosten, Assas im Süden und Westen sowie Saint-Mathieu-de-Tréviers im Nordwesten.

## Bevölkerungsentwicklung
| Jahr                       | 1962 | 1968 | 1975 | 1982 | 1990 | 1999 | 2006 | 2013 | 2020 |
| Einwohner                  | 108  | 116  | 118  | 149  | 178  | 344  | 405  | 513  | 498  |
| Quellen: Cassini und INSEE |      |      |      |      |      |      |      |      |      |

## Sehenswürdigkeiten
- romanische Kirche Saint-Michel, Monument historique

Kirche Saint-Michel
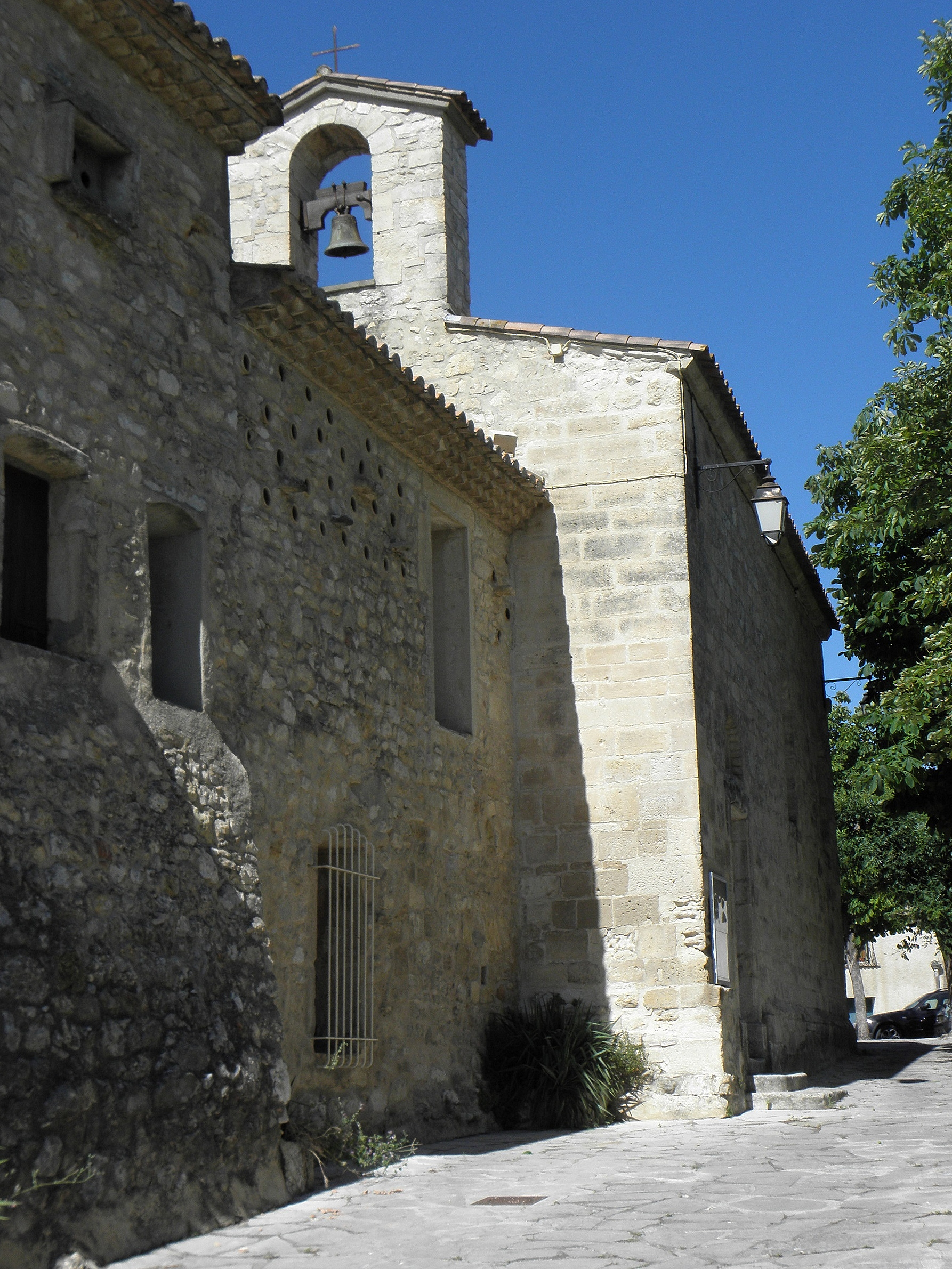
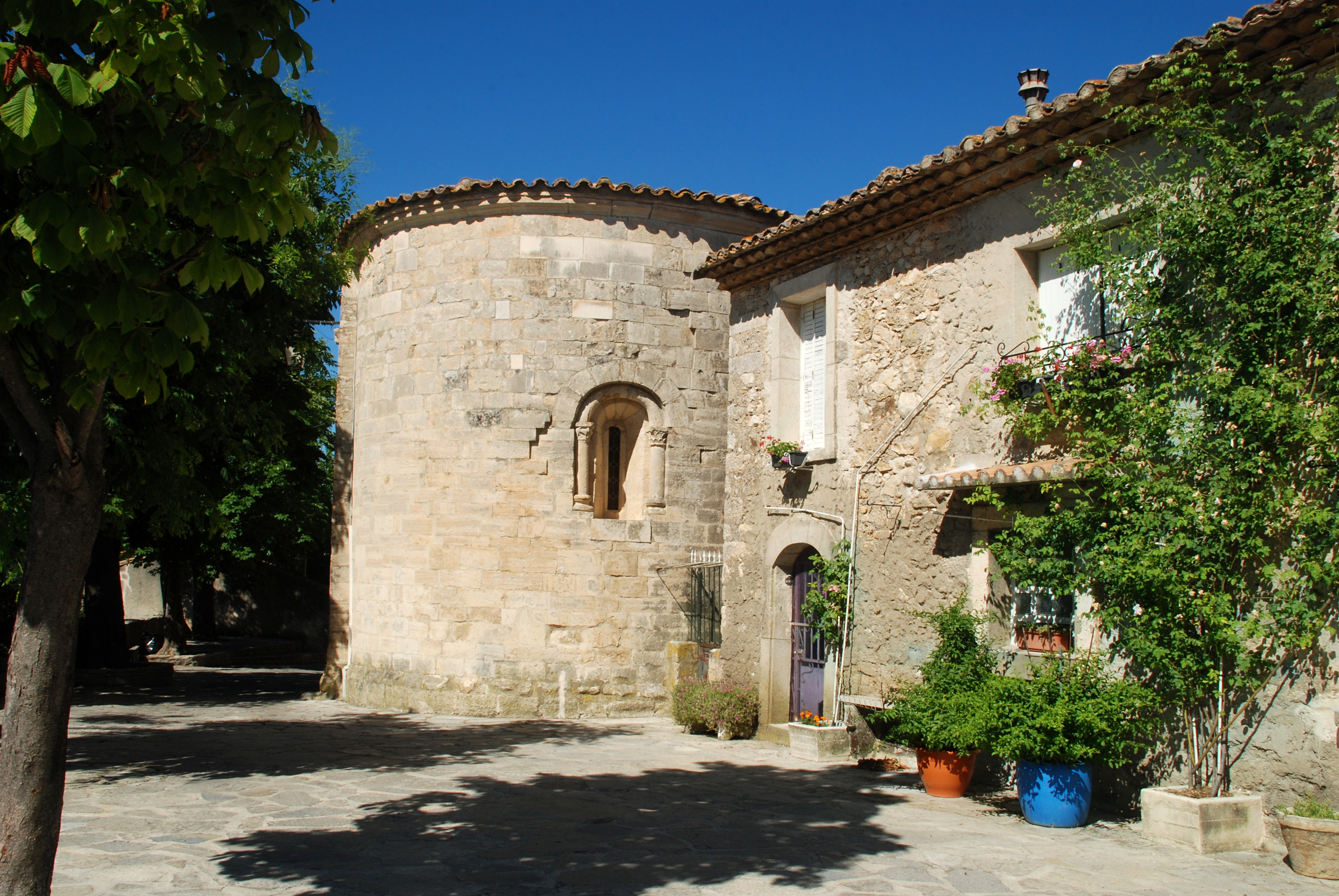
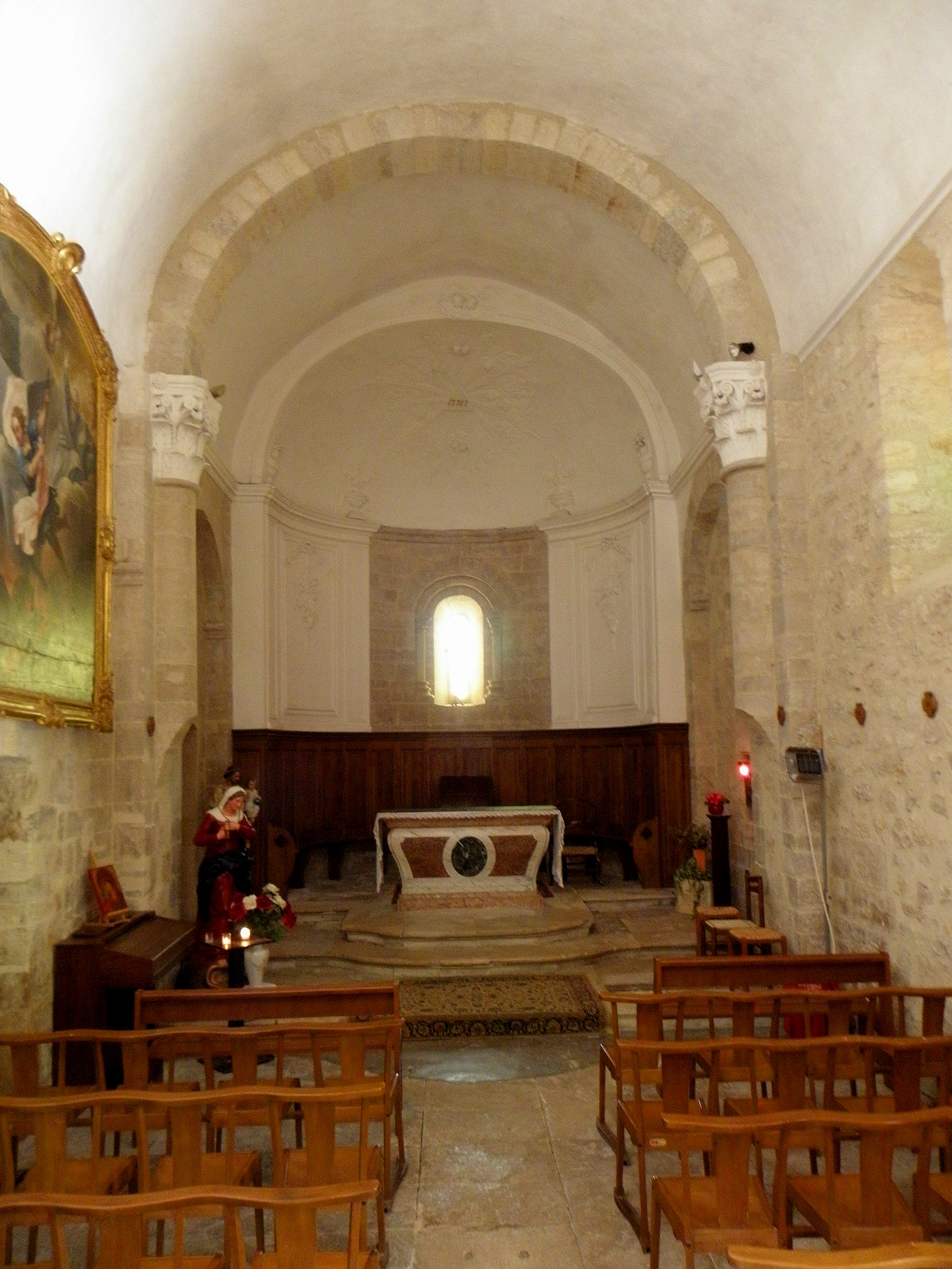

## Persönlichkeiten
- Jean Joubert (1928–2015), Schriftsteller